# 1991 na Alemanha
Esta é uma cronologia dos fatos acontecimentos de ano 1991 na Alemanha.

## Eventos
- 17 de janeiro: Helmut Kohl, da União Democrata-Cristã, é eleito o Chanceler da Alemanha pelo Bundestag.
- 1 de abril: O presidente da Treuhandanstalt, Detlev Karsten Rohwedder, é assassinado pelos terroristas da Fração do Exército Vermelho.[1]
- 17 de junho: A Polônia e a Alemanha assinam o Tratado de Boa Vizinhança e de Cooperação Amistosa em Bonn.
- 20 de junho: Por 338 a 320 votos, os deputados do Bundestag decidem para mudar a capital do governo alemão e do parlamento de Bonn para Berlim.[2]